# Sudafrica ai Giochi della XIV Olimpiade
Il Sudafrica partecipò ai Giochi della XIV Olimpiade, svoltisi a Londra, dal 20 luglio al 14 agosto 1948,  
con una delegazione di 35 atleti, di cui 1 donna, impegnati in 10 discipline,
aggiudicandosi 2 medaglie d'oro, 1 medaglia d'argento e 1 medaglia di bronzo.

## Medagliere

### Per discipline
| Sport    | Oro | Argento | Bronzo | Totale |
| -------- | --- | ------- | ------ | ------ |
| Pugilato | 2   | 1       | 1      | 4      |
| Totale   | 2   | 1       | 1      | 4      |

### Medaglie
| Medaglia | Atleta          | Sport    | Evento            |
| -------- | --------------- | -------- | ----------------- |
| Oro      | Gerald Dreyer   | Pugilato | Pesi leggeri      |
| Oro      | George Hunter   | Pugilato | Pesi mediomassimi |
| Argento  | Dennis Shepherd | Pugilato | Pesi piuma        |
| Bronzo   | John Arthur     | Pugilato | Pesi massimi      |